# Desa Gading Kulon (administrativ by i Indonesien, lat -7,93, long 112,55)
Desa Gading Kulon är en administrativ by i Indonesien.   Den ligger i provinsen Jawa Timur, i den västra delen av landet, 700 km öster om huvudstaden Jakarta.